# Tilless Béla
Tilless Béla (Szihalom, 1932. december 19. – 2018. október 24.) magyar építész, festő, grafikus, szobrász.

## Életrajza
Egerben érettségizett, majd kőművesként és bányászként dolgozott. Az 1950-es végétől szabadfoglalkozású művész lett. 
Festészeti tanulmányait  - a  (1957-ben Svájcban letelepedő) Tscheligi Lajosnál kezdte, majd Budapesten Szentiványi Lajosnál és Böhm Lipótnál tanult. Debrecenben, Nyíregyházán él, majd végül Budapesten telepedik le.
1967-től az egyetemisták művészeti körét irányítja, majd 1969-1980 között vezetője a debreceni Kossuth Lajos Tudományegyetem Egyetem Galériájának.

## Munkássága
Rendszeresen 1959 óta állít ki. Egyéni kiállításai a fővárosban és vidéken is rendszeresek voltak. Több csoportos tárlaton is részt vett itthon és külföldön is. Művei megtalálhatóak a Magyar Nemzeti Galériában és több hazai múzeumban.
- Tilless Béla köztéri szobrai

## Díjai
- 1970 • hajdúszoboszlói Országos Vázlatkiállítás Szabó Iván-emlékplakett
- 1971 • üzemi kiállítások nívódíj
- 1976, 1979 • Csokonai-díj
- 1982 • a Szocialista Kultúráért kitüntetés.

## Egyéni kiállításai
- 1965 • Mednyánszky Terem, Budapest (kat.)
- 1966 • Medgyessy Terem, Debrecen
- 1967 • Kossuth Lajos Tudományegyetem, Debrecen
- 1968 • Krakkói képek, Lengyel Kultúra Háza, Budapest • Művelődési Ház, Hajdúnánás • Debrecen
- 1971 • Két város, Lengyel Kultúra Háza, Budapest • Mimézis, Angyalföldi Kisgaléria, Budapest (kat.) •Taidehalli, Vaasa (FIN) (kat.) • Tudományos Ismeretterjesztő Társulat Klub, Debrecen
- 1974 • Fényes Adolf Terem, Budapest (kat.) • Művelődési Központ, Hajdúszoboszló (kat.)
- 1975 • Kisgaléria, Eger
- 1976 • A vázlattól a műig, Egyetem Galéria, Debrecen (kat.)
- 1977 • Debreceni Orvostudományi Egyetem Galéria, Debrecen • Cartwright Hall, Bradford (UK) • Art Gallery, Leeds (UK)
- 1979 • Szoboszlói Galéria, Hajdúszoboszló •Munkás Művelődési Központ, Dunaújváros • Kisgaléria, Hajdúnánás (kat.) • A vázlattól a műig, Karcagi Galéria, Karcag • TIT Klub, Debrecen
- 1981 • Kamarat., Műcsarnok, Budapest (kat.) • Agrártudományi Egyetem Aulája, Debrecen • Ablakok, Kisgaléria, Szentes • Helytörténeti és Munkásmozgalmi Múzeum, Marcali
- 1982 • Művelődési Központ, Szekszárd • Művelődési Központ, Nyíregyháza
- 1983 • Városi Tanács Aulája, Leninváros • Bányai Kisgaléria, Debrecen
- 1984 • Művelődési Központ, Fehérgyarmat (kat.) • Városi Hangverseny- és Kiállítóterem [Szatmári Bélával], Zalaegerszeg
- 1989 • Fészek Galéria, Budapest • József Attila Könyvtár, Miskolc (kat.)
- 1991 • Kassák Múzeum, Budapest
- 1995 • Művelődési Ház, Mályinka
- 1998 • A Kozmoszról, BARSA Galéria, Zichy-kastély, Budapest
- 2002 • Kozmosz, Vigadó Galéria, Budapest (kat.).
- 2003 • Kozmosz, Szoboszlói Galéria, Hajdúszoboszló
- 2004 • Synergon Galéria, Budapest • Orgován Galéria, Budapest
- 2005 • Mű-Terem Galéria, Debrecen
- 2008 • Akozmosz rendje, Karinthy Szalon, Budapest • A rend kozmosza, Egyetem Galéria, Debrecen (kat.)
- 2010 • A kozmosz rendje, DBH Irodaház, Budapest
- 2011 • Plasztikák és grafikák, EKMK Forrás Galéria, Eger • Kozmosz, Tanácsterem, Novaj
- 2018 • "Életmű válogatás" Nyíregyháza, Városi Galéria • Kozmosz sorozat, Mezey István Művészetek Háza, Kazincbarcika • Mint fenn - úgy lent, Karinthy Szalon Budapest •